# Hoysala
Hojsala ili Hoysala Carstvo (kannada jezik: ಹೊಯ್ಸಳ, sanskrt: ಸಾಮ್ರಾಜ್ಯ) bilo je južnoindijsko Kannara kraljevstvo koje je vladalo najvećim dijelom današnje Karnatake u južnoj Indiji od sredine 10. do 14. stoljeća. Glavni grad Hoysala je isprva bio Belur (1048.–1062.), ali se kasnije premjestio u Halebidu (1062.–1300.).
Postojbina osnivača države se tradicionalno smješta u oblast Malnadu u Karnataki. Hoysale su ispočetka bili vazali Zapadnih Chalukyi (do 1187.). Dinastija je stekla poštovanje zahvaljujući caru Vishnuvardhani koji je oko 1116. porazio trupe države Chola u bitci kod Talakada. 
Neovisnost je fromalno stečena pod Veerom Ballalom II. koji se počeo nazivati „Carem Juga”. Iskoristivši sukob između zapadnih Chalukya i Kalachurija iz Kalyanija u 12. stoljeću, Hoysale su se s vremenom proširile na sjeverozapad današnje države Tamil Nadu i zapadnog Andhra Pradesha (danas Telangana). 
Razdoblje dinastije Hoysala bilo je značajno razdoblje za razvoj južnoindijske umjetnosti, arhitekture i književnosti. Preživjelo je preko 100 hramova iz tog razdoblja, koji prikazuju raskošni Hoysala stil, ono što je povjesničar Sailendra Sen nazvao „nevjerojatnim prikazom kiparske raskoši”.
Svetišta kraljevstva Hoysala, hinduistički hramovi koje su dali podići kraljev Hoysale, uvrštena su na UNESCO-ov popis mjesta svjetske baštine u Aziji i Oceaniji zbog „svoje izvanredne arhitekture, hiperrealističnih skulptura i kamenih rezbarija” 2023. god.
U 14. st. se južna Indija našla na udaru muslimanskih vladara sa sjevera (Delhijski sultanat). Njima je žestok otpor pružao Veera Ballala III., ali je njegova smrt u bitci je označila kraj dinastije. Teritorije carstva su se brzo transformirale u novi entitet poznat kao Vijayanagara Carstvo.

## Vanjske poveznice
|  | Zajednički poslužitelj ima još gradiva o temi Hoysala |

- Hoysala Dynasty, Jyothsna Kamat. © 1996–2006 Kamat's Potpourri. Pristupljeno 17. studenoga 2006.
- Indian Inscriptions-South Indian Inscriptions, (vols 9, 15,17,18). What Is India Publishers (P) Ltd, Saturday, November 18, 2006. Inačica izvorne stranice arhivirana 15. travnja 2012. Pristupljeno 17. studenoga 2006.
- Indian Temple Architecture : Form and Transformation—The Karnata Dravida Tradition 7th to 13th Centuries/Adam Hardy, 1995. Vedams eBooks (P) Ltd, Vedams Books from India. Inačica izvorne stranice arhivirana 5. veljače 2012. Pristupljeno 17. studenoga 2006.
- Coin in memory of Basaveshwara. The Hindu, Monday, Jun 26, 2006. Chennai, India. 26. lipnja 2006. Inačica izvorne stranice arhivirana 12. ožujka 2007. Pristupljeno 2. prosinca 2006.
- Kalam calls for corruption-free society. The Hindu, Sunday, Apr 27, 2003. Inačica izvorne stranice arhivirana 10. ožujka 2007. Pristupljeno 2. prosinca 2006.
- Karnataka Haridasas'. haridasa@dvaita.net. Inačica izvorne stranice arhivirana 9. prosinca 2006. Pristupljeno 2. prosinca 2006.